# مسیره ابو حمدیه
مسیره ابو حمدیه (عربی: ميسرة أبو حمدية)؛ (زاده: ۱۹۴۸ – درگذشته: ۲ آوریل ۲۰۱۳) اسیر فلسطینی و افسری با درجه سرتیپ است که در سال ۱۹۴۸ در الخلیل به دنیا آمد. دیپلم الکترونیک را از دانشگاه قاهره گرفت و در رشته حقوق در دانشگاه بیروت تحصیل نمود. به صفوف انقلابیون فلسطینی پیوست و چندین بار در سال‌ها (۱۹۶۹–۱۹۷۵)، (۱۹۷۶–۱۹۷۸ (و (۲۰۰۲–۲۰۱۳) دستگیر شد. در سال ۱۹۷۰ به جنبش فتح پیوست و در دفتر ابو جهاد تا سال ۱۹۷۹ و در دفتر قیام در سال ۱۹۸۸ کار می‌کرد. بعد از معاهده اسلو ممنوع‌الورود به فلسطین شد. بعد از ورود یاسرعرفات، او نیز در سال ۱۹۹۸ به فلسطین بازگشت.

## دوران زندان
در ۸ مه ۲۰۰۲ دستگیر شد و با اتهامات زیادی متوجه نمودند. در ژوئیه ۲۰۰۶ برای او ۲۵ سال حکم زندان بریده شد و در سال ۲۰۰۷ در پی یک استیناف حکم او به حبس ابد (۹۹ سال) تغییر پیدا کرد.
در سال‌های آخر عمر از ناراحتی زخم معده، فشار خون و وجود غده در ناحیه گردن رنج می‌برد. وضعیت سلامتی وی بد شده بود بنحوی که بارها به بیمارستان زندان الرمله منتقل گردید تا اینکه مشخص شد وی مبتلا به سرطان شده‌است اما با سهل انگاری عمدی از طرف بهداری زندان اسرائیل مواجه می‌شد.

## درگذشت
عیسی قراقع وزیر اسرای فلسطینی گفت زندانی میسره ابو حمدیه از اعضای جنبش فتح بعد از رنج‌هایی که بخاطر سهل انگاری پزشکی ازطرف مقامات اسرائیلی تحمل نمود در قسمت بهداری بیمارستان به دلیل بیماری سرطان در ۲ آوریل ۲۰۱۳ درگذشت. درتشییع جنازه وی از بیمارستان دولتی در شهر الخلیل هزاران فلسطینی شرکت کردند و در گورستان شهدا در جنوب شهر بخاک سپرده شد.